# Extensible Metadata Platform

Extensible Metadata Platform(XMP)는 디지털 문서 및 데이터 세트에 대한 표준화된 사용자 정의 메타데이터의 생성, 처리 및 교환을 위해 원래 어도비 시스템즈에서 만든 ISO 표준이다.
XMP는 확장 가능한 메타데이터의 정의 및 처리를 위한 데이터 모델, 직렬화 형식 및 핵심 속성을 표준화한다. 또한 XMP를 지원하지 않는 응용 프로그램의 가독성을 손상시키지 않으면서 XMP 정보를 JPEG, PDF 등 널리 사용되는 이미지, 비디오 및 문서 파일 형식에 삽입하기 위한 지침을 제공한다. 따라서 비XMP 메타데이터는 XMP 속성과 조정되어야 한다. 메타데이터를 사이드카 파일에 저장할 수도 있지만 메타데이터를 포함하면 메타데이터를 별도로 저장할 때 발생하는 문제를 피할 수 있다.
XMP 데이터 모델, 직렬화 형식 및 핵심 속성은 국제 표준화 기구에서 ISO 16684-1:2012 표준으로 게시되었다.

## 직렬화
추상 XMP 데이터 모델은 파일에 저장되거나 포함될 때 구체적인 표현이 필요하다. 직렬화 형식으로 W3C RDF/XML 구문의 하위 집합이 가장 일반적으로 사용된다. 자원 기술 프레임워크 그래프를 XML로 표현하기 위한 구문이다. RDF/XML에서 동일한 XMP 패킷을 직렬화하는 다양한 동등한 방법이 있다.
XMP 데이터에 기록되는 가장 일반적인 메타데이터 태그는 더블린 코어 메타데이터 이니셔티브의 태그로, 제목, 설명, 작성자 등이 포함된다. 이 표준은 확장 가능하도록 설계되어 사용자가 자신만의 사용자 정의 유형의 메타데이터를 XMP 데이터에 추가할 수 있다. XMP는 일반적으로 이진 데이터 유형을 포함하는 것을 허용하지 않는다. 이는 축소판 이미지와 같이 XMP로 전달하려는 모든 이진 데이터를 Base64와 같은 XML 친화적인 형식으로 인코딩해야 함을 의미한다.
XMP 메타데이터는 문서 전체("main" 메타데이터)를 설명할 수 있지만 페이지나 포함된 이미지와 같은 문서의 일부를 설명할 수도 있다. 이 아키텍처를 사용하면 게시된 문서에 포함된 이미지 등에 대한 저작권 및 권한 정보를 유지할 수 있다. 마찬가지로 여러 개의 작은 문서에서 생성된 문서가 부품과 관련된 원본 메타데이터를 유지할 수 있다.

### 예시
다음은 JPEG 사진의 직렬화된 XMP 메타데이터에 대한 예제 XML 문서이다.
```
<?xpacket begin="?" id="W5M0MpCehiHzreSzNTczkc9d"?>

<x:xmpmeta
 
xmlns:x=
"adobe:ns:meta/"
 
x:xmptk=
"Adobe XMP Core 5.4-c002 1.000000, 0000/00/00-00:00:00        "
>

   
<rdf:RDF
 
xmlns:rdf=
"http://www.w3.org/1999/02/22-rdf-syntax-ns#"
>

      
<rdf:Description
 
rdf:about=
""

            
xmlns:xmp=
"http://ns.adobe.com/xap/1.0/"
>

         
<xmp:CreatorTool>
Picasa
</xmp:CreatorTool>

      
</rdf:Description>

      
<rdf:Description
 
rdf:about=
""

            
xmlns:mwg-rs=
"http://www.metadataworkinggroup.com/schemas/regions/"

            
xmlns:stDim=
"http://ns.adobe.com/xap/1.0/sType/Dimensions#"

            
xmlns:stArea=
"http://ns.adobe.com/xmp/sType/Area#"
>

         
<mwg-rs:Regions
 
rdf:parseType=
"Resource"
>

            
<mwg-rs:AppliedToDimensions
 
rdf:parseType=
"Resource"
>

               
<stDim:w>
912
</stDim:w>

               
<stDim:h>
687
</stDim:h>

               
<stDim:unit>
pixel
</stDim:unit>

            
</mwg-rs:AppliedToDimensions>

            
<mwg-rs:RegionList>

               
<rdf:Bag>

                  
<rdf:li
 
rdf:parseType=
"Resource"
>

                     
<mwg-rs:Type></mwg-rs:Type>

                     
<mwg-rs:Area
 
rdf:parseType=
"Resource"
>

                        
<stArea:x>
0.680921052631579
</stArea:x>

                        
<stArea:y>
0.3537117903930131
</stArea:y>

                        
<stArea:h>
0.4264919941775837
</stArea:h>

                        
<stArea:w>
0.32127192982456143
</stArea:w>

                        
<stArea:unit>
normalized
</stArea:unit>

                     
</mwg-rs:Area>

                  
</rdf:li>

               
</rdf:Bag>

            
</mwg-rs:RegionList>

         
</mwg-rs:Regions>

      
</rdf:Description>

      
<rdf:Description
 
rdf:about=
""

            
xmlns:exif=
"http://ns.adobe.com/exif/1.0/"
>

         
<exif:PixelXDimension>
912
</exif:PixelXDimension>

         
<exif:PixelYDimension>
687
</exif:PixelYDimension>

         
<exif:ExifVersion>
0220
</exif:ExifVersion>

      
</rdf:Description>

   
</rdf:RDF>

</x:xmpmeta>

<!-- whitespace padding -->

				

<?xpacket end="w"?>

```

## 같이 보기
- 자원 기술 프레임워크
- 교환 이미지 파일 형식